# Federico Manca
Federico Manca (Padova, 6 maggio 1969 – Budapest, 16 gennaio 2025) è stato uno scacchista italiano, maestro internazionale.
Ha vinto una medaglia di bronzo Olimpiadi degli scacchi ed è salito tre volte sul podio del campionato italiano assoluto.
Ha vinto tre campionati italiani a squadre con la compagine del Marostica: Firenze 1993, Montecatini 1997, Palermo 2007.
Nell'ottobre 2012 ha ottenuto il record personale di 2433 punti Elo.

## Biografia
Inizia a giocare a scacchi ad 8 anni, imparando  dai suoi fratelli. Si iscrive giovanissimo al circolo scacchistico Padovano di Piazza Insurrezione, dove migliora velocemente e all'età di 10 anni vince il Campionato Veneto Juniores. A 14 anni diventa il più giovane Candidato Maestro d'Italia, a 15 anni partecipa rappresentando l'Italia al torneo a squadre internazionale di Tunisi, dove ottiene un prestigioso 4 punti su 5. Ottiene la prima norma di Maestro FSI nel 1986 arrivando secondo al festival di Madonna di Campiglio, titolo che viene confermato nel 1987 al Festival scacchistico internazionale di Imperia.
Nel 1988 ottiene un prestigioso secondo posto nel torneo internazionale juniores di Sas van Gent nei Paesi Bassi, mentre nel 1989 partecipa al Campionato europeo juniores, dove arriva tredicesimo. Nello stesso anno partecipa all'Open di Cappelle la Grande dove si piazza sesto a pari merito. Nell'Open di Lugano riesce ad ottenere la prima norma di maestro internazionale, sfiorando quella di grande maestro; nello stesso anno contribuisce a portare per la seconda volta in finale la squadra di Padova nel Campionato italiano a squadre.
Nel 1990 arriva al terzo posto nel torneo sussidiario di Reggio Emilia, al secondo posto nei campionati italiani di categoria di Montone e al secondo posto al campionato italiano assoluto di Chianciano Terme, preceduto da Stefano Tatai. Nello stesso anno vince il memorial Flesch in Ungheria ed ottiene il titolo di maestro internazionale; viene convocato a far parte della nazionale Italiana di scacchi per le Olimpiadi degli scacchi di Novi Sad in Jugoslavia dove con 8 punti su 10 ottiene la medaglia di bronzo come seconda riserva, con una performance di 2570.
Nel 1993 sfiora il podio nel torneo di Reggio Emilia, dove  vinse contro il grande maestro Zurab Azmaiparashvili, allora numero 11 della classifica mondiale.
Nel 1994 vince il torneo di Mogliano Veneto e il Master di Corridonia nelle Marche e con la nazionale italiana partecipa alle Olimpiadi degli scacchi di Mosca.
Nel 2006 arriva terzo nel campionato assoluto di Cremona dopo Michele Godena e Fabiano Caruana.
Nel 2007 fonda insieme a Franco Alessandro la "Scuola di scacchi Federico Manca", tra i cui allievi c'è stata la campionessa italiana Alessia Santeramo.
Nel giugno 2017 vince a Budapest il First Saturday GM June con 6 punti su 9.
Colpito da infarto a Budapest il 24 dicembre 2024, è morto in un ospedale della capitale ungherese dopo essere rimasto in coma irreversibile per tre settimane.